# Hands
Hands är en svensk sportterm för att en spelare rör en boll med hand eller arm. Det förekommer i bollsporter där detta är otillåtet, typiskt fotboll och innebandy, och döms av domaren med någon form av påföljd. Uttrycket kommer ifrån det engelska ordet för händer. 

## Fotboll

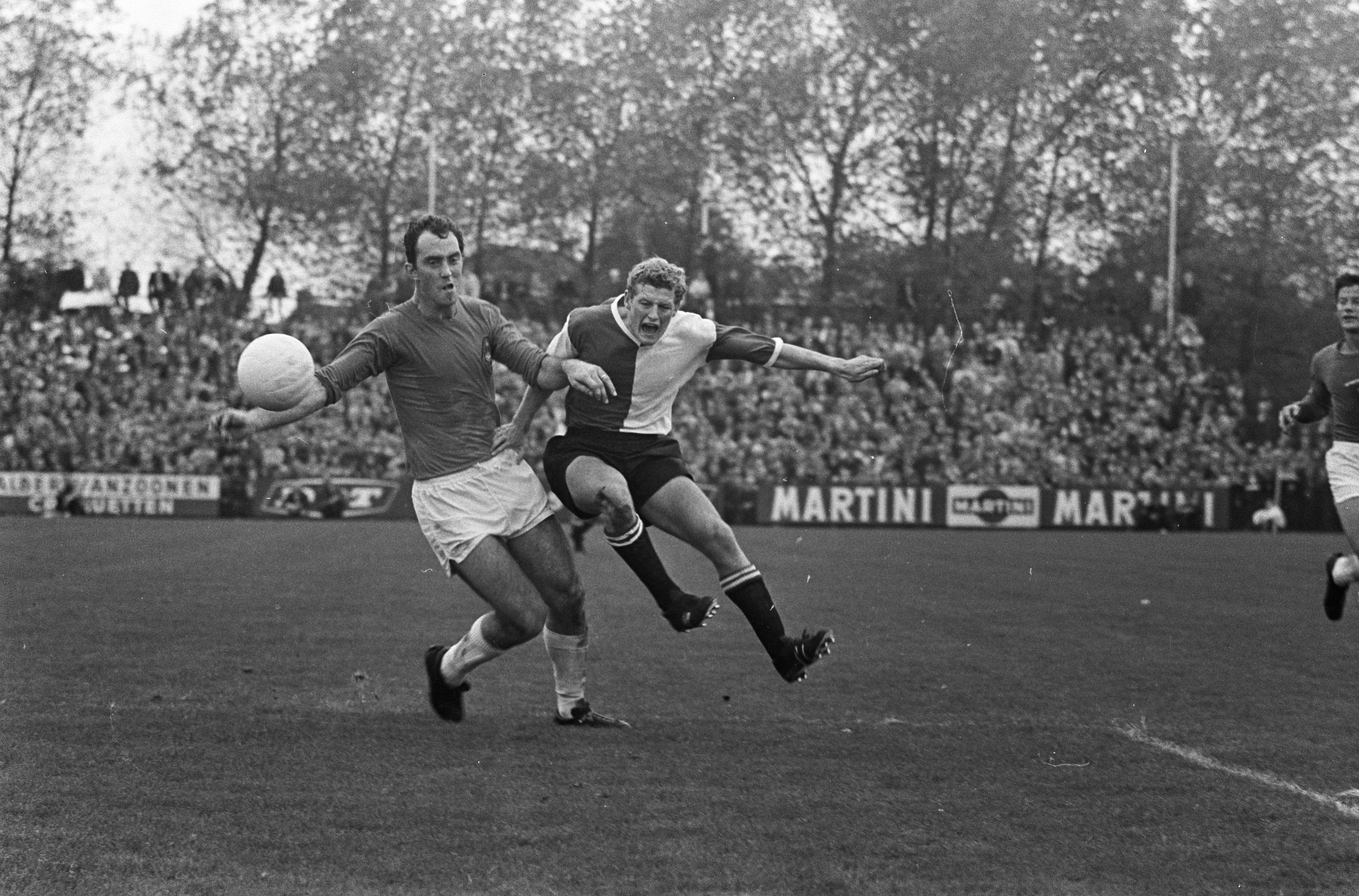
Illustration av otillåten hands i fotboll.

För fotboll beskrivs hands i regel 12, Otillåtet spel och olämpligt uppträdande. Hands måste vara avsiktlig för att dömas och det är domaren som gör bedömningen, med vägledning av om bollen kom oväntad och om det var "handen" som rörde sig mot bollen eller tvärt om. Såväl hand som arm kan ge hands, men också föremål som hålls i handen eller som kastas och träffar bollen. Påföljden blir normalt en direkt frispark.
Målvakt får i eget straffområde ta med händerna och det ger aldrig direkt frispark. Regler för indirekt frispark, t.ex. att målvakten får hålla bollen i max 6 sekunder och förbud att ta med händerna i vissa fall, gäller dock.

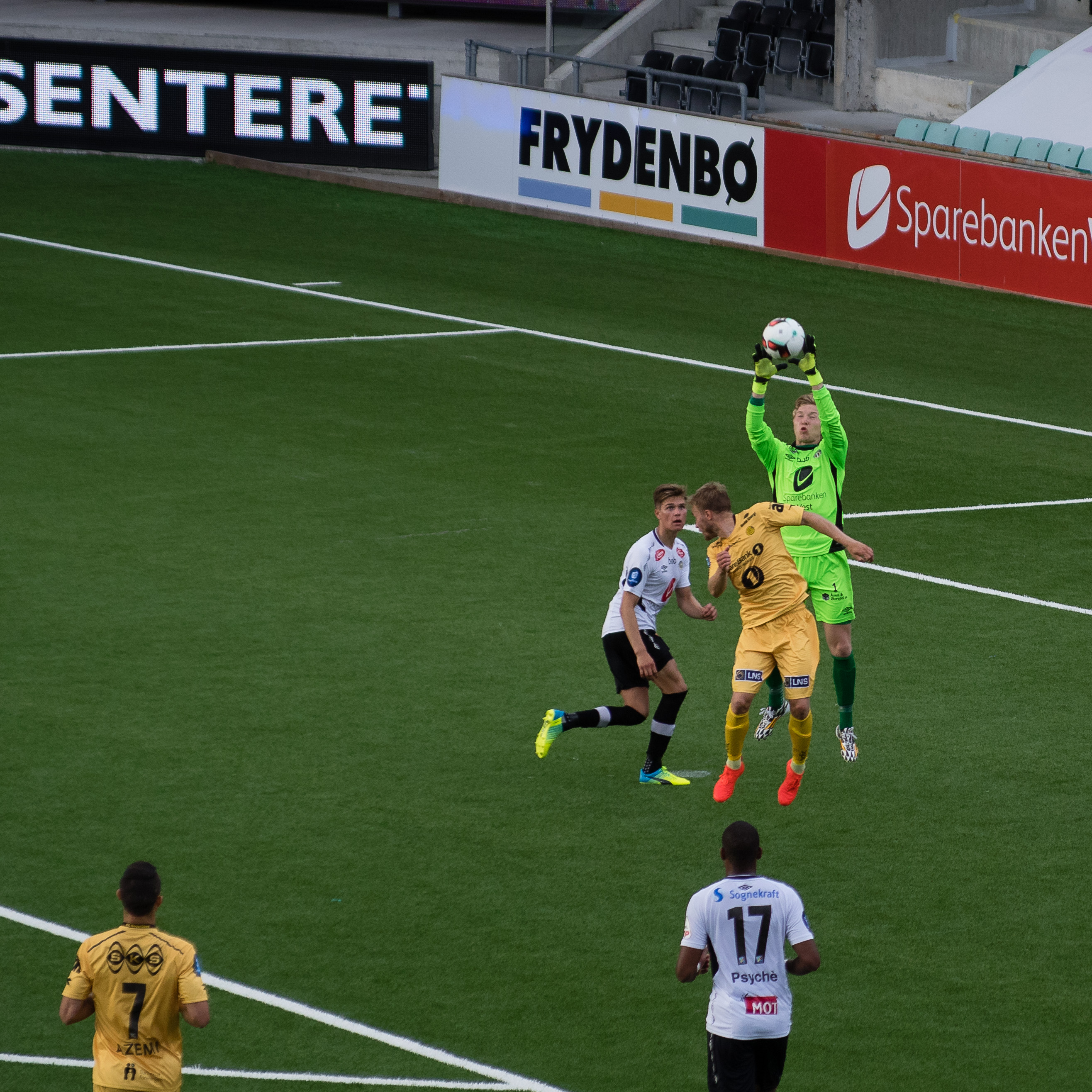
Endast målvakten får använda händerna.

En spelare kan dessutom varnas för olämpligt uppträdande vid hands för att göra mål (även om det misslyckas), för att störa eller hindra ett lovande anfall och för ett misslyckat försök att förhindra mål. Spelare som genom avsiktlig hands lyckas förhindra mål eller målchans kan utvisas, som ovan med undantag för målvakt i eget straffområde.
Hands ska bedömas efter spelarens avsikt, vilket kan ge situationer där spelare och publik ser domen som ologisk eller orättvis. I mars 2019 skickade IFAB ut en ny regeltext som uppdaterats efter gällande praxis och efter ett försök att göra regeln tydligare och mer accepterad. Svenska Fotbollförbundets domarkommitté fastställde kompletterande anvisningar inför seriestarten 2019. Detta saknas alltså i ordinarie svenska regelutgåva 2019 men finns i den engelska. Den som vidrör bollen med hand eller arm och därefter gör mål (ej självmål) eller skapar målchans bryter mot regeln, utan att specifik avsikt krävs. Å andra sidan är det, om inget annat gäller, normalt inte hands om armen hålls intill kroppen. Ytterligare några liknande förtydligande finns.
I de engelskspråkiga reglerna är inte termen "hands", i stället används handling the ball och handball offence.